# 심계분
심계분(중국어: 沈桂芬, 1818년 ~ 1880년)은 중국 청나라 말기의 정치인이다. 양무운동의 중요인물이다.
강소(江蘇) 오강(吳江) 동리진(同裏鎮) 출신으로, 자는 경생(經笙), 호는 소산(小山), 시호는 문정(文定)이다.
군기대신(軍機大臣) · 총리각국사무아문대신(總理各國事務衙門大臣) · 병부상서(兵部尙書) 등을 지냈다. 태자태부(太子太傅)에 추증되었다.

## 생애
도광 27년(1847년) 진사(進士)로 서길사에 임명되어 이홍장(李葆桢), 심보정(沈葆楨), 곽숭도(郭嵩焘) 등과 같은 해에 동관하였고, 함풍 7년(1857) 내각학사(內閣學士) 겸 예부시랑을 지냈다. 동치 2년(1863년)에는 호부좌시랑 겸 산서순무(山西巡撫)로 아편 재배를 엄금하였다. 동치 6년(1867) 군기대신 겸 총리각국사무아문대신을 맡아 이홍장 · 마신이 · 하경 · 심보정 등과 함께 각 성의 양무운동에 대한 지지 운동을 전개하여 양무운동 중앙지도자 중 한족대표가 되었다. 동치 9년(1870년) 병부상서가 되고, 동치 11년(1872년) 태자소보(太子少保)를 겸임하였다. 같은 군기대신이자 총리각국사무아문대신 이홍조(李鴻藻)와 결탁해 청 말기의 극심한 파벌을 양성했다. 광서초년(1875년)에 파면됐다가 복직했다. 복직 후 당나귀 수레를 고용해 상조를 한 적이 있어 '나귀차 재상'으로 불렸다. 광기 6년(1880년)에 별세하니, 태자태부(太子太傅)에 추증되고, 문정(文定)이라는 시호가 내려졌다.
본적은 강소(江蘇) 오강(吳江) 동리진(同裏鎮)으로 자는 경생(經笙), 호는 소산(小山)이다. 청(淸)나라 때 관리이다. 도광(道光) 27년(1847)의 진사(進士) 출신으로 벼슬은 서길사(庶吉士), 편수(編修), 내각학사(內閣學士) 겸 예부시랑(禮部侍郎), 산서순무(山西巡撫), 군기대신(軍機大臣), 총리각국사무아문대신(總理各國事務衙門大臣), 병부상서(兵部尚書), 태자소보(太子少保) 등을 역임했다.— 심계분 <沈桂芬, shěn guì fēn> (중국역대인물 초상화)

## 류큐국의 멸망
1879년 3월 27일 일본 정부는 500명의 병력을 류큐로 급파해 슈리성을 무력 점령하고, 4월 4일 류큐번을 폐지하고, 오키나와현을 둔다는 포고령을 내렸다. 그리고 류큐의 마지막 왕 쇼타이(尚泰)를 폐위시키고 도쿄로 압송해 유폐시켰다. 이로써 류큐왕국은 450년만에 역사에서 사라진다.
류큐가 일본에 병탄되자 미국 18대 대통령을 역임한 율리시스 심슨 그랜트가 급거 베이징을 방문했다. 남북전쟁을 승리로 이끈 그가 노구를 이끌고 40일간 지루하게 여객선을 타고 베이징까지 간 것은 류큐가 일본의 손에 넘어가 동북아시아의 세력 균형이 깨질 것을 염려했기 때문이다. 그는 이홍장을 만나 류큐의 전략적 중요성을 강조하며 청나라가 류큐를 포기하면 나중에 크게 후회할 것이라며 ‘류큐 3분안’을 꺼냈다. 류큐 북부는 일본이 관할하고, 중부는 청과 일본이 공동관리하고, 남부는 청나라가 관할하는 방안이었다.

이홍장은 “류큐를 일본에 할양해줄수 없다. 그러나 힘이 따르지 않는다”면서 그랜트에게 중재를 요청했다. 그랜트는 도쿄에 들러 이토 히로부미(伊藤博文)을 만나 3분안을 제시하며 류큐 할양과 관련해 청나라와 협상을 권고했다. 국제적 간섭이 나타날 조짐을 보이자 일본에서는 그랜트의 3분안 대신에 2분안의 수정안이 제시됐다. 즉, 그랜트의 3분안 가운데, 중부와 북부는 일본이 지배하고, 남부는 중국이 관할한다는 것이다. 그랜트의 3분안 그림은 그대로 두되, 일본이 3분의2를 먹겠다는 방안이다. 1880년 10월 류큐 2분안 초안이 청나라 총리아문대신 심계분(沈桂芬)과 일본 이토 히로부미 사이에 서명됐다. 그러나 이홍장은 비준안에 서명하지 않고 끌었다. 비준을 하자니 명분을 잃고, 거부하자니 일본의 보복이 두려웠다. 청의 비준 지연은 일본의 류큐 병탄을 저지하는데 아무런 역할을 하지 못했다. 다만 류큐 병합에 대한 묵시적 승인으로 간주되었다.— 공감신문 - 김인영, 비운의 오키나와 역사㊤…日, 조선에 앞서 류큐를 집어삼켰다